# Eratoneura fergersoni
Eratoneura fergersoni är en insektsart som först beskrevs av Hepner 1969.  Eratoneura fergersoni ingår i släktet Eratoneura och familjen dvärgstritar. Inga underarter finns listade i Catalogue of Life.